# Gunnings Goldmull
Gunnings Goldmull (Neamblysomus gunningi) ist eine Art der Goldmulle. Er kommt im südöstlichen Afrika vor, sein gesamter Bestand verteilt sich auf ein halbes Dutzend bekannter Lokalitäten, die in ursprünglichen Bergwäldern an den Ausläufern der Drakensberge liegen. Charakteristisch für die Tiere sind der auch für andere Goldmulle typische spindelförmige Körper, die äußerlich nicht sichtbaren Ohren und der fehlende Schwanz sowie die kräftigen Klauen. Diese befähigen Gunnings Goldmull, im Erdreich zu graben und komplexe Tunnelsysteme anzulegen. Die Lebensweise ist insgesamt nur ungenügend erforscht; er lebt einzelgängerisch und ernährt sich von Wirbellosen. Die Erstbeschreibung erfolgte im Jahr 1908. Die Art gilt als stark bedroht, wofür hauptsächlich Holzeinschlag und der natürlich zersplitterte Lebensraum verantwortlich sind.

## Merkmale

### Habitus
Gunnings Goldmull stellt einen mittelgroßen Repräsentanten der Goldmulle dar und ist ähnlich dem Hottentotten-Goldmull (Amblysomus hottentotus) gebaut. Er erreicht eine Kopf-Rumpf-Länge von 11,1 bis 13,2 cm, sein Körpergewicht variiert von 39 bis 70 g. Ein Geschlechtsdimorphismus besteht darin, dass Männchen durchschnittlich größer und schwerer werden als Weibchen. Der Körper ist wie bei den anderen Goldmullen eher spindelförmig gebaut, Ohren und Schwanz sind äußerlich nicht sichtbar. Das Rückenfell zeigt eine glänzende, dunkle, rötlich-braune Färbung, der Bauch hat eine rehfarbene Tönung. An Kehle und Wangen hingegen überwiegt eine gelblich-braune Farbgebung. Die Gliedmaßen sind kurz und kräftig, die Hände haben vier, die Füße fünf Strahlen. Auffallend erscheinen die großen Grabkrallen der Hände, die aber insgesamt etwas schlanker gestaltet sind als die des Hottentotten-Goldmulls. Die Kralle des dritten Fingers ist am größten, sie wird 12,5 bis 14 mm lang und an der Basis 4,3 bis 4,9 mm lang. Die des zweiten Fingers ist mit 6 bis 7,5 mm deutlich kürzer, ebenso wiederum die des ersten Fingers. Am vierten Finger besteht dagegen nur eine knopfartige, stark verkleinerte Klaue. Der gesamte Hinterfuß misst 13 bis 18 mm in der Länge.

### Schädel- und Gebissmerkmale
Der Schädel wird 27 bis 29 mm lang und 15,9 bis 18,2 mm breit. Größere Unterschiede zwischen den beiden Geschlechtern sind nicht feststellbar. Insgesamt ist der Schädel eher langgestreckt und schlank, die Breite beträgt etwa 60 bis 63 % der größten Länge, die Breite des Gaumens liegt entsprechend bei 28 bis 30 %. Das Gebiss umfasst 36 Zähne und weist folgende Zahnformel auf: {\displaystyle {\frac {3.1.3.2}{3.1.3.2}}}. Die Molaren zeichnen sich durch drei Höckerchen auf der Kauoberfläche aus (tricuspid). Ein dritter Mahlzahn tritt im oberen Gebiss gelegentlich auf, im unteren ist er regelmäßig, aber variabel in der jeweiligen Kieferhälfte ausgebildet. Insgesamt ähnelt er den anderen Molaren, erhält aber durch längere Nutzung rasch eine nagelartige Gestalt. Bei ausgewachsenen Individuen fehlt an den unteren Mahlzähnen das Talonid, ist aber manchmal bei Jungtieren präsent. Die Zahnreihe vom Eckzahn bis zum zweiten Molaren im Oberkiefer misst 6,7 bis 7,3 mm.

## Verbreitung

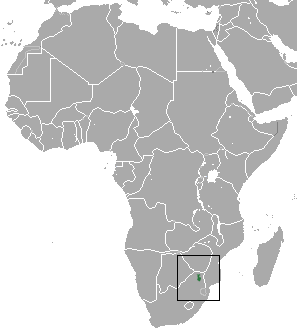
Verbreitungsgebiet (grün) von Gunnings Goldmull

Gunnings Goldmull ist endemisch im südlichen Afrika verbreitet, das Vorkommen beschränkt sich auf sechs Lokalitäten an den nördlichen Ausläufern der Drakensberge bei Haenertsburg, New Agatha und Tzaneen in der südafrikanischen Provinz Limpopo. Das gesamte Verbreitungsgebiet, das sich in den südlichen Randbereichen der Sambesi-Waldlandzone befindet,  beläuft sich auf eine Fläche von 1327 km², der besiedelte Bereich umfasst jedoch nur 96 km². Die Tiere leben in Habitaten mit ursprünglichen Bergwäldern der Afromontanen Zone und angrenzenden Grasländern, kommen aber auch in kultivierten Landschaften wie Gärten oder Plantagen vor. Sie bevorzugen feuchte Böden in der Nähe von fließenden oder stehenden Gewässern. Lokal können sie recht häufig auftreten.

## Lebensweise
Über die Lebensweise von Gunnings Goldmull liegen nur wenige Informationen vor. Er lebt einzelgängerisch und ist nachtaktiv, häufig kurz nach Regenfällen. Bei Tage verfällt er in einen Torpor. Die Tiere legen komplexe, zweietagige Tunnelsysteme an, die aus oberflächennahen und tieferen, zwischen 15 und 30 cm unter der Erdoberfläche verlaufenden Gängen bestehen. Erstere dienen vorwiegend der Nahrungssuche, letztere der Ruhe und zur Aufzucht der Jungen. Sie werden häufig durch kleine Erdhaufen an den Eingängen angezeigt. Die Nahrung besteht vorwiegend aus Wirbellosen. Hierbei dominieren nach Untersuchung von drei Mageninhalten Regenwürmer, Tiere in menschlicher Obhut verspeisten auch Mehlwürmer, Grillen und junge Mäuse. Nur selten erscheint Gunnings Goldmull zur Nahrungssuche an der Erdoberfläche. Bei derartigen kurzen Ausflügen sucht er dann meist nachts im Blätterabfall nach Beute. Trächtige Weibchen wurden bisher im Zeitraum von Februar bis Mai beobachtet. Dies lässt den Schluss zu, dass die Aufzucht der Jungen in der feuchten Sommerperiode stattfindet.

## Systematik
Gunnings Goldmull ist eine Art aus der Gattung Neamblysomus, die aus insgesamt zwei Mitgliedern besteht und zur Familie der Goldmulle (Chrysochloridae) gehört. Die Goldmulle treten endemisch in Afrika auf und umfassen kleine, bodengrabende Säugetiere aus der Überordnung der Afrotheria. Ihr Verbreitungsschwerpunkt befindet sich im südlichen Afrika, allerdings kommen einige wenige Arten auch in Teilen des östlichen oder zentralen Afrikas vor. Die unterirdische Lebensweise der Goldmulle bedingt, dass die Habitate der einzelnen Arten mit wenigen Ausnahmen eng umrissen sind. Innerhalb der Familie können zwei ökologische Gruppen unterschieden werden. Die eine setzt sich aus Formen trockener bis teils halbwüstenartiger Landschaften zusammen, hierzu gehören etwa der Wüstengoldmull (Eremitalpa) oder die Kapgoldmulle (Chrysochloris). Die zweite Gruppe bilden Bewohner von offenen Gras- und Savannenlandschaften sowie von Wäldern, beispielsweise die Kupfergoldmulle (Amblyomus) und die Vertreter der Gattung Neamblysomus, aber auch die Riesengoldmulle (Chrysospalax) oder Arends’ Goldmull (Carpitalpa). Die innere Gliederung der Familie ist bisher nur ungenügend geklärt. Häufig werden aufgrund des Baus des Hammers im Mittelohr zwei oder drei Unterfamilien unterschieden: die Amblysominae mit einem normal gebauten Malleus, die Chrysochlorinae mit einem stark verlängerten Kopf des Malleus und die Eremitalpinae mit einem kugelig aufgeblähten Kopf des Malleus. Einige Autoren vereinen die beiden letztgenannten aber auch zu einer Unterfamilie, den Chrysochlorinae. Aus molekulargenetischer Sicht konnte diese auf skelettanatomischen Unterschieden beruhende Untergliederung der Goldmulle bisher nicht vollständig nachvollzogen werden. Den genetischen Untersuchungen zufolge bilden aber Carpitalpa und Amblysomus die nächsten Verwandten von Neamblysomus.
Es sind keine Unterarten von Gunnings Goldmull bekannt, ebenso wenig wie stärkere geographische Variationen auftreten. Die wissenschaftliche Erstbeschreibung der Art erfolgte im Jahr 1908 durch Robert Broom unter der Bezeichnung Chrysochloris gunningi. Er führte sie anhand eines weiblichen Individuums durch, welches Anfang Dezember 1907 durch F. Vaughan Kirby in den Woodbush Hills der Soutpansberge gesammelt und durch Jan Willem Boudewyn Gunning an das Transvaal Museum übergeben worden war. Zu Gunnings Ehren wählte Broom das Artepitheton. Die Fundregion gilt als Typuslokalität. Im Jahr 1924 schuf Austin Roberts die Gattung Neamblysomus mit Neamblysomus gunningi als Typusart, deren Eigenschaften er in der höheren Zahnanzahl, resultierend aus der regelmäßigen Ausbildung der hintersten, dritten Mahlzähne, und dem wenig ausgebildeten Talonid an den Unterkieferbackenzähnen sah. Er bescheinigte der neuen Gattung aber eine generelle Ähnlichkeit zu den Kupfergoldmullen. Andere Autoren gliederten Gunnings Goldmull und damit die Gattung Neamblysomus im Verlauf des 20. Jahrhunderts in die Kupfergoldmulle ein. Aufgrund der Abweichungen in der Zahngestaltung, aber auch Unterschieden im Karyotyp führte Gary N. Bronner Neamblysomus Mitte der 1990er Jahre wieder ein und gruppierte Gunnings Goldmull zusammen mit Julianas Goldmull (Neamblysomus julianae) als von den Kupfergoldmullen zu unterscheidende Klade. Weitere molekulargenetische Untersuchungen konnten dies bestätigen.

## Gefährdung und Schutz
Die größte Bedrohung für den Bestand von Gunnings Goldmull findet sich in der Überprägung und weiteren Fragmentierung der Lebensräume durch die Forstwirtschaft und der damit verbundenen notwendigen Infrastruktur in Form von Straßen und Transportwegen. Daneben beeinflussen auch die Ausdehnung der menschlichen Siedlungen, der Wirtschaftsflächen und die touristische Erschließung der Landschaften die lokalen Populationen. Untergeordnet spielen zudem  Übergrasung durch Weidevieh, die Erbeutung einzelner Tiere durch Haushunde und Hauskatzen sowie die Vertreibung durch Gärtner eine gewisse Rolle. Die IUCN führt die Art als „stark bedroht“ (endangered). Drei der sechs bekannten Lokalitäten, in denen Gunnings Goldmull vorkommt, stehen vollständig unter Schutz (De Hoek, New Agatha und Woodbush Forest Reserve), die zunehmende Privatisierung der Wälder kann sich aber negativ darauf auswirken. Gegenwärtig unterliegt die Art keiner stärkeren Schutzanstrengung, allerdings ist eine detaillierte Dokumentation der Lebensweise und ökologischen Bedürfnisse der Tiere notwendig, ebenso wie genauere Daten zur Populationsgenetik und zu den Verwandtschaftsverhältnissen erforderlich sind.